# Flugplatz Mayerhofen bei Friesach
Flugplatz Mayerhofen bei Friesach är en privat flygplats i Österrike.   Den ligger i distriktet Sankt Veit an der Glan och förbundslandet Kärnten, i den centrala delen av landet, 200 km sydväst om huvudstaden Wien. Flugplatz Mayerhofen bei Friesach ligger 663 meter över havet.